# دستور جمهورية أذربيجان

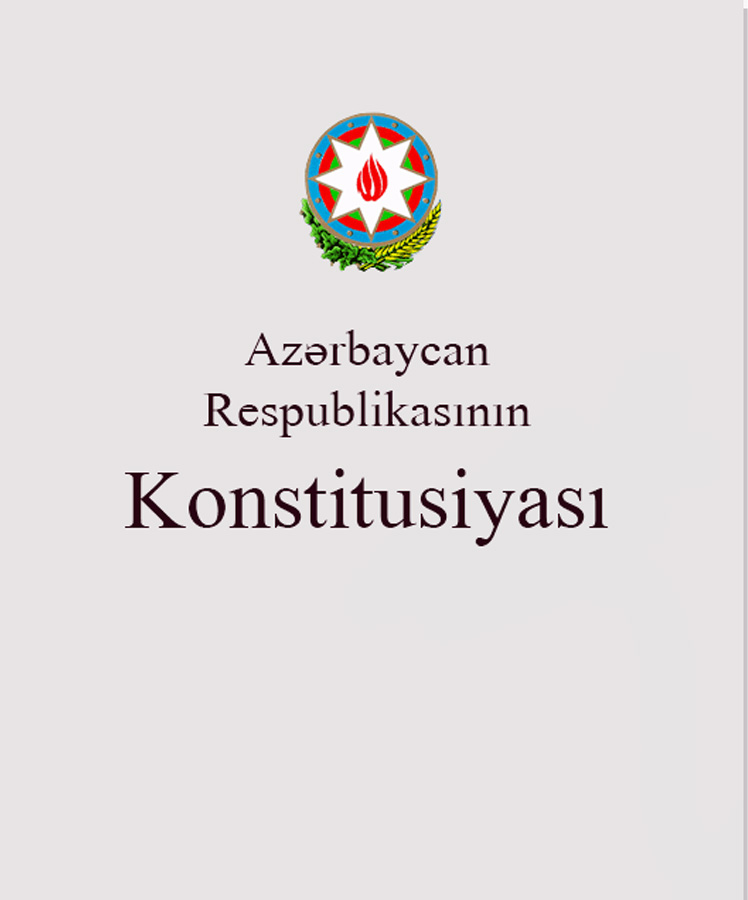
دستور جمهورية أذربيجان

دستور جمهورية أذربيجان - التي أنشأتها لجنة أعدها الدستور الجديد لجمهورية أذربيجان برئاسة رئيس جمهورية أذربيجان حيدر علييف.وقد تم تبنيه في 12 نوفمبر 1995 في الاستفتاء على مستوى البلاد.وقد دخل حيز النفاذ في 27 تشرين الثاني / نوفمبر 1995.

## التعديلات
كانت هناك ثلاثة تغييرات على الدستور.
1. في 24 أغسطس 2002، مع التعديلات التي أجريت في الاستفتاء على مستوى البلاد.
2. مع التعديلات والإضافات التي أجريت في 18 مارس 2009 في الاستفتاء على مستوى البلاد.
3. من خلال التعديلات والإضافات التي أجريت في الاستفتاء الوطني الذي أجري في 26 سبتمبر 2016.

إن شعب أذربيجان، إذ يواصل تقاليده العريقة التي تعود إلى قرون من الزمن، مع مراعاة المبادئ الواردة في القانون الدستوري المتعلق باستقلال الدولة لجمهورية أذربيجان، الذي يود أن يكفل رفاهية المجتمع كله، ويطالب بإقامة العدل والحرية والأمن في مواجهة الأجيال السابقة والحاضرة والمقبلة اعترافا منها بمسؤوليتها، باستخدام الحق السيادي، تعلن رسميا النوايا التالية:
- حماية استقلال الدولة الأذربيجانية وسيادتها وسلامتها الإقليمية؛
- ضمان الهيكل الديمقراطي داخل الدستور؛
- لتحقيق إقامة المجتمع المدني؛
- إنشاء دولة قانونية علمانية تضمن سيادة القوانين كتعبير عن إرادة الشعب؛
- ضمان مستوى معيشي لائق للجميع، وفقا للقواعد الاقتصادية والاجتماعية العادلة؛
- أن تعيش في سلام وصداقة وسلام مع جميع شعوب العالم، وأن تتعاون معها من أجل القيم العالمية.
- ويعتمد هذا الدستور عن طريق الاستفتاء على السيادة الوطنية المذكورة أعلاه.

## القسم الأول
- مصدر السلطة- القسم الأول يتكون من فصلين.[3]

والمصدر الوحيد لسلطة الدولة في جمهورية أذربيجان هو الشعب الأذربيجاني.ويتألف الشعب الأذربيجاني من مواطنين من جمهورية أذربيجان يعيشون في أراضي جمهورية أذربيجان وخارجها، يخضعون لدولة أذربيجان وقوانينها؛
- سيادة الشعب - ومن حق الشعب الأذربيجاني السيادي أن يحل حقه في تقرير المصير بحرية ومستقلة وأن يحدد شكل حكومته.ويمارس شعب أذربيجان حقه السيادي مباشرة عن طريق التصويت على نطاق البلد بأكمله - الاستفتاء وعن طريق الممثلين المنتخبين من خلال التصويت الحر والسري والشخصي على أساس الاقتراع العام والمتكافئ والمباشر.
- القضايا التي حلها التصويت على نطاق البلاد - الاستفتاء - ويمكن للشعب الأذربيجاني أن يحل كل قضية تتعلق بحقوقه ومصالحه عن طريق الاستفتاء.ولا يمكن حل المسائل التالية إلا بالاستفتاء:

اعتماد دستور جمهورية أذربيجان وتعديلاته؛
استبدال حدود الدولة لجمهورية أذربيجان.
ولا يمكن إجراء استفتاء بشأن المسائل التالية:
الضرائب وميزانية الدولة؛
اختيار أو تعيين أو الموافقة على الموظفين المعينين في اختصاصات السلطات التشريعية و (أو) التنفيذية، على التوالي، عن طريق التعيين أو الموافقة أو الموافقة.
- الحق في تمثيل الشعب -ولا يحق لأحد أن يمثل الشعب، وأن يتكلم باسم الشعب، وأن يناشد الشعب نيابة عن الشعب، باستثناء الممثلين المفوضين الذين ينتخبهم الشعب.
- وحدة الشعب - إن الشعب الأذربيجاني متحد.إن وحدة الشعب الأذربيجاني هي أساس الدولة الأذربيجانية.إن جمهورية أذربيجان هي وطن موحد غير قابل للتجزئة لجميع مواطني جمهورية أذربيجان.
- ولا يمكن لأي جزء من الشعب الأذربيجاني أو الجماعة الاجتماعية أو التنظيم أو أي شخص أن يتولى السلطة لممارسة السلطة. إن إتقان السلطة هو أخطر جريمة ضد الشعب.
- دولة أذربيجان - والدولة الأذربيجانية جمهورية ديمقراطية وقانونية وعلمانية وحدوية.وفي جمهورية أذربيجان، تقتصر سلطة الدولة على المسائل الداخلية فقط فيما يتعلق بالقانون والمعاهدات الدولية، حيث تكون جمهورية أذربيجان طرفا فيها.وتنظم سلطة الدولة في جمهورية أذربيجان على أساس مبدأ الفصل بين السلطات: تمارس السلطة التشريعية ميلي مجليس من جمهورية أذربيجان؛ السلطة التنفيذية ملك لرئيس جمهورية أذربيجان؛ تمارس المحاكم القضائية سلطات جمهورية أذربيجان.وبموجب أحكام هذا الدستور، تتصرف السلطة التشريعية والتنفيذية والقضائية بشكل مستقل وفي حدود سلطتها.
- رئيس الدولة الأذربيجانية - رئيس الدولة الأذربيجانية هو رئيس جمهورية أذربيجان.وهي تمثل الدولة الأذربيجانية داخل البلد وخارجه.إن رئيس جمهورية أذربيجان يجسد وحدة الشعب الأذربيجاني ويكفل هيمنة الدولة الأذربيجانية.إن رئيس جمهورية أذربيجان هو الضامن لاستقلال الدولة الأذربيجانية وسلامة أراضيها والامتثال للمعاهدات الدولية التي أصبحت جمهورية أذربيجان طرفا فيها.ورئيس جمهورية أذربيجان هو الضامن لاستقلال السلطة القضائية.
- القوات المسلحة- وتنشئ جمهورية أذربيجان قوات مسلحة لضمان أمنها وحمايتها.وترفض جمهورية أذربيجان الحرب كوسيلة لمحاولة متعمدة لاستقلال الدول الأخرى وكوسيلة لحل الصراعات الدولية.ورئيس جمهورية أذربيجان هو القائد الأعلى للقوات المسلحة لجمهورية أذربيجان.
- مبادئ العلاقات الدولية - وتقيم جمهورية أذربيجان علاقات مع دول أخرى على أساس قواعد القانون الدولي المقبولة عموما.
- إقليم - إن أراضي جمهورية أذربيجان موحدة وغير قابلة للتجزئة وغير قابلة للتجزئة.إن المياه الداخلية لجمهورية أذربيجان، وبحر قزوين (بحيرة) التابعة لجمهورية أذربيجان، والمجال الجوي فوق جمهورية أذربيجان جزء لا يتجزأ من أراضي جمهورية أذربيجان.ولا يمكن إقصاء أراضي جمهورية أذربيجان.
- الهدف الأسمى للدولة - وأعلى هدف للدولة هو ضمان الحقوق والحريات الإنسانية والمدنية، ومستويات المعيشة اللائقة لمواطني جمهورية أذربيجان.وتطبق الحقوق والحريات الإنسانية والمدنية المدرجة في هذا الدستور وفقا للمعاهدات الدولية التي تكون جمهورية أذربيجان طرفا فيها.

## القسم الثاني
القسم الثاني يتكون من فصلين.الحقوق والحريات الأساسية الإنسانية والمدنية.
- المبدأ الأساسي لحقوق الإنسان والحقوق المدنية والحريات - إن كرامة الإنسان محمية ومحترمة.ولكل فرد الحصانة والحقوق والحريات غير القابلة للتجزئة وغير القابلة للتصرف منذ الولادة.وتغطي الحقوق والحريات أيضا مسؤوليات ومسؤوليات الجميع تجاه المجتمع وآخرين.لا يسمح بإساءة استخدام الحقوق.
- الحق في المساواة - الجميع متساوون أمام القانون والمحكمة.وللرجال والنساء نفس الحقوق والحريات.ويكفل المساواة في الحقوق والحريات لجميع الأشخاص بغض النظر عن العرق أو الجنسية أو الدين أو اللغة أو الأصل أو الملكية أو المركز أو الإدانات أو الأحزاب السياسية أو النقابات العمالية أو غيرها من الجمعيات العامة.ولا يجوز أن يتعرض أي شخص لأي انتهاك للأسباب المبينة في القسم الثالث من هذه المادة، ولا يجوز منحه امتيازات أو امتيازات، كما لا يجوز التنازل عن أي تنازلات أو امتيازات.ولكل فرد حقوق متساوية في العلاقات مع السلطات العامة والسلطات العامة المسؤولة عن حقوقها والتزاماتها.ويتمتع أولئك الذين يتمتعون بقدرات صحية محدودة بجميع حقوق والتزامات الدستور، عدا الحقوق والالتزامات التي يصعب تحقيقها بسبب قدراتهم المحدودة.
- حماية حقوق الإنسان والحقوق المدنية والحريات -لكل شخص الحق في حماية حقوقه وحرياته بالوسائل والأساليب التي لا يحظرها القانون.وتضمن الدولة حقوق الجميع وحرياتهم.
- الحق في الحياة - لكل شخص الحق في العيش.وحق كل شخص في العيش حرمة، باستثناء قتل الجنود المعادين خلال العدوان المسلح على الدولة، وتطبيق عقوبة الإعدام وفقا لأمر من المحكمة، وغيرها من الحالات التي ينص عليها القانون.ولا يمكن فرض عقوبة الإعدام، كتدبير استثنائي من العقاب، إلا على الجرائم الخطيرة التي ترتكب ضد الدولة، والحياة البشرية والصحة، إلى حين القضاء التام عليها.ويمكن تطبيق عقوبة الإعدام حصرا كنوع من العقوبة، والجرائم الخطيرة ضد الدولة، والحياة البشرية والصحة، حتى يتم القضاء عليها تماما.
- الحق في الحرية - لكل شخص الحق في الحرية.ويمكن لأي شخص في إقليم جمهورية أذربيجان أن يتصرف بحرية، وأن يختار مكان إقامة ويتجاوز أراضي جمهورية أذربيجان.ولمواطني جمهورية أذربيجان الحق في العودة دائما إلى وطنهم بحرية.
- حق الملكية - لكل شخص حق الملكية. لا يفضل أي نوع من الممتلكات.ويحمي القانون حق الملكية، بما في ذلك حق الملكية الخاصة.وقد يكون لكل شخص ممتلكات منقولة وغير منقولة.ويشمل حق الملكية حق المالك أو أي شخص آخر في امتلاك العقار واستخدامه والتصرف فيه.ولا يجوز حرمان أحد من ممتلكاته دون أمر من المحكمة.
- حق الزواج - ولكل شخص الحق في الزواج عند السن المنصوص عليها في القانون.الزواج والأسرة هي تحت حماية الدولة.والأمومة والأبوة والطفولة محمية بموجب القانون.وتقدم الدولة المساعدة للأسر الكبيرة.وحقوق الزوج والزوجة متساوية.ورعاية الأطفال ورعايتهم هما حق الوالدين وواجبهما.ومن واجب الأطفال احترام ورعاية والديهم.والأطفال المعوقون في سن 18 عاما ملزمون بالاحتفاظ بأبوينهم غير القادرين على العمل.

## القسم الثالث
القسم الثالث يتكون من أربعة فصول.
- هيئة تشريعية - وتتولى السلطة التشريعية في جمهورية أذربيجان ميلي مجلس جمهورية أذربيجان.تكوين ميلي ميليس من جمهورية أذربيجان.ويتألف المجلس الملي في جمهورية أذربيجان من 125 نائبا.وينتخب نواب المجلس الملي في جمهورية أذربيجان بنظام الانتخاب بالأغلبية بحرية وخاص وسري على أساس الاقتراع العام والمتكافئ والمباشر.وتبلغ مدة ولاية كل مجلس استئناف في جمهورية أذربيجان 5 سنوات.وإذا كان من المستحيل إجراء عمليات عسكرية في ظروف الحرب لإجراء انتخابات للمجلس الملي في جمهورية أذربيجان، فإن فترة ولاية ميلي مجليس في جمهورية أذربيجان يجب أن تطول حتى انتهاء العمليات العسكرية.وتصدر المحكمة الدستورية لجمهورية أذربيجان قرارا بذلك بناء على طلب هيئة الدولة التي تكفل إجراء الانتخابات (الاستفتاءات).وتجرى انتخابات كل دعوة للمجلس الملي في جمهورية أذربيجان كل خمس سنوات في أول يوم أحد من شهر تشرين الثاني / نوفمبر.تقتصر مدة ولاية نواب المجلس الملي في جمهورية أذربيجان على مدة عضوية المجلس الملي في جمهورية أذربيجان.وإذا أجريت الانتخابات الجديدة بدلا من أولئك الذين انسحبوا من المجلس الملي في جمهورية أذربيجان، تقتصر مدة ولاية النائب المنتخب حديثا على المدة المتبقية من منصب النائب.ويجوز انتخاب أي مواطن من مواطني جمهورية أذربيجان له الحق في المشاركة في الانتخابات نائبا للمجلس الملي في جمهورية أذربيجان بالطريقة التي يحددها القانون.أما الأشخاص الذين يحملون جنسية مزدوجة، وهم مسؤولون عن دول أخرى، الذين يعملون في السلطة التنفيذية أو القضائية، والذين يشاركون في أنشطة أخرى مدفوعة الأجر، وشخصيات دينية، وعدم القدرة على العمل، باستثناء الأنشطة العلمية والتربوية والإبداعية، فقد أدينوا بارتكاب جرائم خطيرة لا يجوز أن ينتخب الأفراد في المجلس الملي لجمهورية أذربيجان الأشخاص الذين يقضون عقوبات بالسجن في أماكن الحرمان من الحرية.ويتم فحص صحة نتائج الانتخابات والموافقة عليها من قبل المحكمة الدستورية لجمهورية أذربيجان.

## القسم الرابع
القسم الرابع يتكون من فصل.
- البلديات - البلديات المحلية الخاضعة للحكم الذاتي.وتشكل البلديات على أساس الانتخابات.ويحدد هذا الدستور أسباب وضع البلديات، ويحدد القانون قواعد الانتخابات البلدية.وتضطلع البلدية بأنشطتها من خلال الاجتماعات واللجان الدائمة وغيرها من اللجان.ويطلق رئيس البلدية على جلسات البلدية.
- سلطات البلديات - في اجتماعات البلديات يتم حل القضايا التالية: الموافقة على لوائح البلدية؛ انتخاب رئيس البلدية ونوابه، واللجان الدائمة وغيرها؛ تحديد الضرائب والمدفوعات المحلية؛ ملكية الممتلكات البلدية واستخدامها والتخلص منها؛ واعتماد وتنفيذ برامج محلية للحماية الاجتماعية والتنمية الاجتماعية؛ واعتماد وتنفيذ برامج التنمية الاقتصادية المحلية؛ واعتماد وتنفيذ البرامج البيئية المحلية.وقد تمنح السلطات التشريعية والتنفيذية سلطات إضافية أيضا للبلديات.وينبغي أيضا تخصيص الموارد المالية اللازمة لتنفيذ البلديات.والسلطة التشريعية والسلطات التنفيذية مسؤولة عن ممارسة هذه الصلاحيات.

## القسم الخامس
القسم الخامس يتكون من ثلاثة فصول.الإجراء المتعلق بتعديلات دستور جمهورية أذربيجان.ولا يمكن اعتماد التغييرات في نص دستور جمهورية أذربيجان إلا عن طريق الاستفتاء.وعندما تقترح التعديلات التي أدخلت على نص دستور جمهورية أذربيجان تعديلات على مجلس النواب الأذربيجاني أو رئيس جمهورية أذربيجان، ستحصل المحكمة الدستورية لجمهورية أذربيجان على رأي أولي بشأن التعديلات المقترحة.ولا يجوز للمحكمة الدستورية لجمهورية أذربيجان إدخال أي تغييرات على نص دستور جمهورية أذربيجان الذي اعتمد في الاستفتاء.
- المحكمة العليا لجمهورية أذربيجان - والمحكمة العليا لجمهورية أذربيجان هي الهيئة القضائية العليا في القضايا المدنية والجنائية وغيرها من القضايا المتصلة بإجراءات المحاكم العامة والمتخصصة؛ فإنه ينفذ العدالة في النقض. يقدم تفسيرات بشأن المسائل المتعلقة بممارسة المحاكم.يعين قضاة المحكمة العليا لجمهورية أذربيجان المجلس الملي في جمهورية أذربيجان بناء على عرض رئيس جمهورية أذربيجان.ومحاكم الاستئناف في جمهورية أذربيجان هي محاكم الدرجة الأعلى في قضايا ولايتها القضائية.يعين مجلس ميل جمهورية أذربيجان قضاة محاكم الاستئناف في جمهورية أذربيجان بناء على العرض الذي يقدمه رئيس جمهورية أذربيجان.